# Monte Cabra
El monte Cabra (51°24′S 59°18′O / -51.400, -59.300) es una elevación de 285 m s. n. m. del archipiélago de las Malvinas. Administrativamente pertenece al departamento Islas del Atlántico Sur de la provincia de Tierra del Fuego, Antártida e Islas del Atlántico Sur.
Este monte se ubica en el extremo nororiental de la isla Gran Malvina; al oeste de la punta Roca Blanca y al norte del monte Rosalía. Además, se encuentra en la zona de la boca septentrional del estrecho de San Carlos que lo separa de la Isla Soledad. En su ladera austral se eleva otro monte menor, que alcanza los 252 m s. n. m.